# Júlio Vítor Ferreira Carneiro de Vasconcelos Teixeira Girão
Júlio Vítor Ferreira Carneiro de Vasconcelos Teixeira Girão, mais conhecido como Júlio Vítor Ferreira Girão ou Júlio Ferreira Girão (5 de Novembro de 1854 - Amares, Caldelas, Termas de Caldelas, 27 de Junho de 1904) foi um diplomata, académico, escritor e genealogista português.

## Família
Filho de Álvaro Ferreira Teixeira Carneiro de Vasconcelos Girão, 2.º Visconde de Vilarinho de São Romão, e de sua mulher Júlia Clamouse Browne, de ascendência Irlandesa e Francesa.

## Biografia
Adido às Embaixadas de Portugal de Paris e Roma, Sócio do Instituto de Coimbra, Escritor-Genealogista.
Faleceu solteiro e sem geração nas Termas de Caldelas.

### Obras publicadas[3][4]
Publicou:
- Portugal: 1578-1668. Porto: Typ. A. J. da Silva Teixeira, 1897;
- Desenvolvimento e expansão da monarchia portugueza. Porto: Typ. de A. J. da Silva Teixeira, 1897;
- A invasão. Porto: Typ. de A. J. da Silva Teixeira, 1899;
- A estada no Japão. Porto: Typ. Seculo XX de Silva & Silva, 1901;
- Esboço biographico de Antonio Luiz Ferreira Girão. Porto: Typ. Progresso, 1902;
- Notas bibliographicas dos Villarinhos de S. Romão e dos Clamowse Browne / colligidas por Júlio Ferreira Girão. Porto: Tip. Progresso de Domingos A. da Silva & C.a., 1904.